# معدل الخصوبة الكلي

خريطة البلدان والأقاليم حسب معدل الخصوبة عام 2015

معدل الخصوبة الكلي (بالإنجليزية: Total fertility rate)‏ لمجموعة من السكان هو متوسط عدد الأطفال الذين تنجبهم المرأة في حياتها كلها. ويتم حسابه بقسمة عدد المواليد خلال سنة معينة على عدد النساء بين 15 و 44 عاما في نفس السنة وضربه في 1000.

## معدلات الخصوبة
معدل المواليد (الخصوبة) الخام: يعد أبسط المقاييس وهو عبارة عن النسبة بين عدد المواليد الأحياء في سنة ما إلى عدد السكان في نفس السنة مضروبا في رقم ثابت، ومن عيوبه دمج المجموعات السكانية والتي يختلف معدل الخصوبة بها، وأهم مميزاته سهولة حسابه ذلك أنه لا يتطلب بيانات كثيرة.
معدل المواليد لبلد ما =(عدد المواليد الأحياء في سنة ما/عدد السكان في نصف العام)*1000
معدل الخصوبة العام: هو النسبة بين عدد المواليد الأحياء في السنة إلي إجمالي عدد الإناث في سن الحمل (من 15 إلى 49 عام) وهو يستبعد كل الذكور وكل الإناث اللواتي خارج فترة الحمل.
معدل الخصوبة العام = (عدد المواليد الأحياءفي سنة ما/عدد الإناث في سن الحمل (49:15))*1000
معدل الخصوبة العمري النوعي الخاص: هو النسبة بين جملة عدد المواليد لأمهات في أعمار معينة إلي عدد الإناث في كل فئة عمرية، وعادة ما يكون فئة خمسية أي أن الفرق 5 سنوات ويعتبر هذا المعدل أدق من المعدلين السابقين وذلك لأن عدد المواليد يختلف باختلاف أعمار الأمهات بدرجة كبيرة.
معدل الخصوبة العمري النوعي الخاص = (عدد المواليد الأحياء في سنة معينة/عدد الأمهات في نفس الفئة العمرية في منتصف السنة) *1000
معدل الخصوبة الكلي: هو متوسط عدد المواليد الأحياء لإمراة واحدة أو لألف امرأة خلال حياتها الإنجابية، ويتأثر هذا المعدل بمتوسط السن عند الزواج للإناث ونسبة ترمل الإناث في سن الخصوبة ومدي استعمال وسائل تنظيم الحمل.
معدل الخصوبة الكلي = مجموع معدلات الخصوبة العمرية النوعية الخاصة لألف امرأة/ 1000 إمراة *5

## معدلات الاستبدال
مستوى الإحلال (أو استبدال) أجيال، وهذا هو القول، فإن متوسط عدد الأطفال لكل امرأة اللازمة لكل جيل يولد التالية بنفس الحجم، هو الحد الأدنى من 2.05 طفل لكل امرأة أو 205 طفل لكل 100 امرأة، وذلك لأن ل105 الأولاد يولدون 100 فتاة. العتبات الفعلية أعلى من الحد الأدنى بسبب وفاة بين الولادة وعمر الإنجاب. في البلدان المتقدمة، أصبحت وفيات ضعيفة جدا وعتبة التجديد هو من أجل من 2.10 طفل لكل امرأة.
وهناك بلد حيث لا يزال معدل الخصوبة دون هذه العتبة بشكل دائم يرى انخفاض عدد سكانه (في غياب الهجرة).

## معدل الخصوبة حسب كل منطقة

### أفريقيا
تعد نيجيريا أكبر بلد في أفريقيا من حيث تعداد السكان، وكان معدل الخصوبة الإجمالي لديها هو 5.3 في عام 2018. أما إثيوبيا فهي ثاني أكبر دولة من حيث كثافة السكان، وقُدّر معدل الخصوبة الإجمالي بنحو 4.91 في عام 2018.
تمتلك منطقة أفريقيا معدلات الخصوبة الإجمالية الأعلى في العالم (النيجر وبوروندي ومالي والصومال وأوغندا، هي ذات المعدلات الأعلى). أدت عدة عوامل مثل: الفقر وارتفاع نسبة وفيات الأمومة ووفيات الرضع إلى مناشدات من منظمة الصحة العالمية لتنظيم الأسرة والتشجيع على الأسر الصغيرة.

### الهند
انخفض معدل الخصوبة الهندي بشكل كبير في بدايات القرن 21. إذ انخفض من 3.2 في عام 2000 إلى 2.3 في عام 2016. وقُدر معدل الخصوبة الإجمالي لعام 2017 بـ 2.2.

### شرق آسيا
سجّلت سنغافورة وماكاو وتايوان وهونغ كونغ وكوريا الجنوبية أدنى معدل للخصوبة حُدّد بـ 1.3 أو أقل، واعتُبر من بين أدنى المعدلات في العالم. كان معدل الخصوبة الإجمالي في كل من سنغافورة وماكاو أدنى من 1.0 في عام 2017. بينما كان لدى كوريا الشمالية أعلى معدل في شرق آسيا وهو 1.95.

#### الصين
كان معدل الخصوبة الإجمالي في الصين 1.60 في عام 2018. لذلك طبقت الصين سياسة الطفل الواحد في عام 1979 كإجراءٍ حازمٍ للتنظيم السكاني بهدف السيطرة على عدد السكان المرتفع باستمرارٍ في ذلك الوقت. وفي عام 2015، بدأ تطبيق سياسة الطفلين بدلًا من الطفل الواحد إذ أصبح شعب الصين يشيخ بشكل أسرع من أي بلد آخر في التاريخ الحديث.

#### اليابان
سجل معدل الخصوبة في اليابان 1.42 في عام 2018. يشهد سكان اليابان شيخوخة سريعة نتيجة طول العمر المتوقع وانخفاض نسبة الولادات. يتقلص إجمالي عدد السكان باستمرار، إذ فقدت اليابان من 430.000 إلى 126.4 مليون شخص في عام 2018. حلّت هونغ كونغ وسنغافورة هذه المشكلة من خلال هجرة العمال إليها، أما بالنسبة لليابان، فقد نشأ اختلال سكاني خطير بسبب العدد المحدود من المهاجرين إلى اليابان.

#### كوريا الجنوبية
يعد انخفاض معدل الولادات في كوريا الجنوبية أحد أكثر التحديات الاجتماعية والاقتصادية إلحاحًا. توجد عدة أسباب رئيسية تفسر انخفاض معدل الخصوبة الإجمالي من 1.08 في عام 2005 إلى 0.98 في عام 2018 وهي: ارتفاع نفقات الإقامة وتقلص فرص العمل للأجيال الشابة وعدم كفاية الدعم للأسر التي لديها مواليد جدد إما من الحكومة أو من مديري العمل. ما زال على الكوريين إيجاد حلول قابلة للتطبيق لإعادة إنعاش معدل الولادات، رغم تجربتهم لعشرات البرامج على مدار عقدٍ من الزمن، بما في ذلك: دعم نفقات التربية وإعطاء أولوية أجار المساكن العامة للأزواج الذين لديهم عدة الأطفال وتمويل مراكز الرعاية النهارية وحجز مقاعد خاصة للنساء الحوامل في وسائل النقل العامة، وغيرها الكثير.

### أمريكا الوسطى والجنوبية
قُدّر معدل الخصوبة الإجمالي في البلد الأكثر اكتظاظًا بالسكان في المنطقة (البرازيل) بـ 1.75 في عام 2018. أما بالنسبة للبلد الثاني المكسيك، فقُدّر المعدل بـ 2.22. سجّلت البلدان الأربعة التالية الأكثر ازدحامًا بالسكان في أمريكا الوسطى والجنوبية تقديراتٍ لمعدلات الخصوبة الإجمالية ما بين 1.9 و 2.3 في عام 2018، بما في ذلك: كولومبيا (1.98) والأرجنتين (2.25) وبيرو (2.1) وفنزويلا (2.3). حصلت غواتيمالا على أعلى معدل تقديري في المنطقة الذي بلغ 2.87 عام 2018؛ بينما سجلت بورتوريكو المعدل الأدنى وهو 1.21.